# Saint-Vallerin
Saint-Vallerin é uma comuna francesa na região administrativa de Borgonha-Franco-Condado, no departamento Saône-et-Loire. Estende-se por uma área de 6,66 km². Em 2010 a comuna tinha 274 habitantes (densidade: 41,1 hab./km²).